# William Robert Grove
William Robert Grove FRS (Swansea, 11 de julho de 1811 — 1 de agosto de 1896) foi um advogado, juiz e físico britânico.
Antecipou a teoria geral da lei da conservação da energia e foi um pioneiro da tecnologia da célula combustível.